# Вилхелм II фон Райхенщайн
Вилхелм II фон Райхенщайн (на немски: Wilhelm II, Herr von Reichenstein; * ок. 1439; † 19 ноември 1474) е господар на замък Райхенщайн при Пудербах във Вестервалд в Рейнланд-Пфалц.

## Произход и наследство
Той е син на Вилхелм I фон Райхенщайн († сл. 1439) и съпругата му Ирмгард фон Хамерщайн († сл. 1419), внучка на бургграф Йохан III фон Хамерщайн († сл. 1359), дъщеря на бургграф Вилхелм фон Хамерщайн († ок. 1409) и Рихардис фон Оетгенбах († сл. 1386). Внук е на Йохан фон Райхенщайн († сл. 1387) и Елизабет фон Зайн († сл. 1375), дъщеря на граф Йохан II фон Зайн († 1363) и графиня Елизабет фон Юлих († сл. 1380). Правнук е на Лудвиг IV фон Нойербург († 1366), господар на фон Райхенщайн, и Понцета (Бонецетлин) фон Золмс-Бургзолмс († сл. 1335). Брат е на Йохан, каноник в „Св. Гереон“ в Кьолн, др. Рорих, архдякон в Толей и Трир, и на Елза, абатиса на „Св. Цецилия“ в Кьолн.
Прапрадядо му Лудвиг III фон Райхенщайн († сл. 1288) построява през 1310 – 1320 г. замък Райхенщайн до Пудербах. През 1332 г. прадядо му Лудвиг III започва да живее там и веднага се нарича „валпод фон Нойербург, господар на Райхенщайн“.
Господарите на Райхенщайн умират по мъжка линия през 1511/1529 г. Господството Райхенщайн след това става собственост на графовете на Вид на граф Йохан III фон Вид († 1533).

## Фамилия
Вилхелм II фон Райхенщайн се жени между 1 януари и 11 ноември 1453 г. за Катарина фон Зайн-Витгенщайн († пр. 1501), дъщеря на граф Георг I фон Зайн-Витгенщайн и графиня Елизабет фон Марк († 1474), вдовица на граф Симон V Векер фон Цвайбрюкен-Бич († 1426/1437?), дъщеря на граф Еберхард II фон Марк-Аренберг († 1440/1454) и Мари де Браквемонт от Седан († 1415). Те имат децата:
- Хайнрих II фон Райхенщайн († 1506), господар на Керпен и Рекхайм, женен на 28 август 1489 г. за Маргарета фон Зомбрефе († 1518), наследница на Керпен, дъщеря на Фридрих I фон Зомбрефе († 1485/1488/1489) и Елизабет фон Нойенар († 1484)
- Елизабет фон Райхенщайн (* пр. 1446; † 30 април 1529), омъжена на 9 юни 1487 г. за Адолф фон Лимбург-Щирум (* пр. 1476; † между 24 юни 1505 и 20 септември/20 октомври 1506)[4]
- Йохан († сл. 1511), каноник в „Св. Ламберт“ в Лиеж
- Лудвиг († 1505), домхер в Кьолн
- Вилхелм († пр. 1506), абат на Хайстербах
- Вероника († 1544), абатиса на Елтен